# Domino (film 1988)
Domino (oryg. Domino) – włoski film z 1988 roku, w reżyserii Ivana Massetti.

## Obsada
- Brigitte Nielsen jako Domino
- Tomas Arana jako Gavros
- Kim Rossi Stuart jako Eugene
- Stéphane Ferrara jako Paul Du Lac
- Pascal Druant jako Victor
- Cyrus Elias jako Alex
- Geretta Geretta jako Gabriele
- David Warbeck jako ślepiec